# Stapleford (Lincolnshire)
Stapleford is een civil parish in het bestuurlijke gebied North Kesteven, in het Engelse graafschap Lincolnshire. In 2001 telde het civil parish 88 inwoners. Stapleford komt in het Domesday Book (1086) voor als 'Stapleforde'.